# Yazid Tizi
Yazid Tizi, né le 2 mars 1959 à Alès (Gard), est un réalisateur et producteur de films documentaires français.

## Biographie
Yazid Tizi réalise ses premiers reportages photos avec Gilles Santantonio en 1984 en Chine, en Indonésie et en Afrique.
Il collabore aux publications des livres de Gilles Santantonio Chasseurs du ciel et Ulan, chasseur à l'aigle aux Éditions de la Martinière en 1992.
Aux côtés de Nicolas Hulot durant vingt-cinq ans pour Ushuaïa, le magazine de l'extrêmepuis Ushuaïa Nature, il co-réalise son premier long métrage L'Algérie vue du ciel en 2015 avec le photographe, réalisateur, reporter Yann Arthus-Bertrand et Michael Pitiot. Le trio poursuit avec L'Égypte vue du ciel, diffusé sur France 2 le 10 décembre 2019.

## Filmographie notable

### Télévision
- 1989 - 1997 : Ushuaïa, le magazine de l'extrême : premier assistant réalisateur
- 1997 - 2012 : Ushuaïa Nature : directeur de production
- 2014 : Méditerranée, notre Terre à tous de Yann Arthus-Bertrand et Michael Pitiot : producteur exécutif des images aériennes[5]
- 2015 : L'Algérie vue du ciel de Yann Arthus-Bertrand, Michael Pitiot et Yazid Tizi : co-réalisateur et producteur exécutif
- 2017 - 2018 : L'Aventure Robinson : directeur de production
- 2019 : L'Égypte vue du ciel de Michael Pitiot et Yazid Tizi : co-réalisateur[4]

### Cinéma
- 2015 : Human de Yann Arthus-Bertrand : producteur exécutif des images aériennes